# 囲碁界の2016年
囲碁界の2016年は囲碁界の2016年をまとめる。
世界棋戦（全棋士出場）と七大タイトルは太字にしている。

## 1月
- 5日、第2回Mlily夢百合杯世界囲碁オープン戦で柯潔九段(18)が李世乭九段に3-2で勝利し優勝。
- 22日、第54期十段位挑戦者決定戦で井山裕太六冠が余正麒七段(20)を下して挑戦権を獲得。

## 2月
- 4日、第21回LG杯世界棋王戦で姜東潤九段が朴永訓九段に2-1で勝利し優勝。
- 18日、第40期棋聖戦で井山裕太棋聖が山下敬吾九段に4-0で勝利し4連覇。

## 3月
- 15日、コンピュータ囲碁プログラム「AlphaGo」が李世乭九段を4-1で勝ち越す。人工知能が初めて囲碁で人類のトップ棋士を上回る。

## 4月
- 20日、第55期十段戦で井山裕太六冠が伊田篤史十段に3-1で勝利し奪取。囲碁界初の七冠制覇を達成。

## 6月
- 30日、第71期本因坊戦で井山裕太七冠が高尾紳路九段を4-1で下し5連覇。名誉称号を得る（本因坊史上5人目）。七大タイトルでの名誉称号資格獲得は1993年の林海峰名誉天元以来、23年ぶり。

## 7月
- 28日、第42期碁聖戦で井山裕太七冠が村川大介八段を3-0で勝利し5連覇。史上3人目の名誉碁聖の名誉称号を得る。

## 9月
- 4日、第28回テレビ囲碁アジア選手権で李欽誠二段(17)が優勝。
- 9日、第71期本因坊就位式がザ・リッツ・カールトン大阪で行われ、井山本因坊に允許状・本因坊杯及び賞金3000万円が授与された。また5連覇により永世称号が与えられ、本因坊文裕の号が与えられた。

## 10月
- 26日、第8回応昌期杯世界プロ囲碁選手権戦が唐韋星九段(23)が朴廷桓九段をで3-2で下し優勝。

## 11月
- 2日、第41期名人戦で高尾紳路九段が井山裕太七冠を4-3で下し奪取。七冠終了。
- 18日、第64期王座戦で井山裕太六冠が余正麒七段を3-0で下し防衛。

## 12月
- 8日、第22回三星財産杯世界囲碁マスターズ戦で柯潔九段(19)が柁嘉熹九段(25)を2-1で下し優勝。
- 12日、第42期天元戦で井山裕太六冠が一力遼七段(19)を3-1で下し防衛。
- 16日、第3回百霊愛透杯世界囲碁オープン戦で陳耀燁九段が柯潔九段(19)を下し3-1で優勝。